# Plagithmysus simillimus
Plagithmysus simillimus là một loài bọ cánh cứng trong họ Cerambycidae.